# MicroStation
MicroStation é uma plataforma de software para arquitectura e engenharia desenvolvido pela Bentley Systems, Incorporated. Enre ouras coisas, é gerador de objectos e elementos em gráficos vectoriais 2D/3D. 
O seu formato nativo é o DGN (DesiGN file), apesar de também poder ler vários outros formatos estandard, incluindo o DWG e DXF da Autocad. Produz igualmente outpus na forma de imagens (rendered) em JPEG e BMP, animações AVI, páginas internet 3D em VRML e PDF.
No seu início, o Microstation foi usado nos campos da engenharia e arquitectura sobretudo para criar desenhos de construções, no entanto evoluiu ao longo das suas várias versões para incluir features avançados nos campos da modelagem e rendering, incluindo sólidos booleanos, raytracing, e animação por keyframe animation. Providencia ambientes especializados para arquiecura, engenharia civil, carografia, desenho de plantas e outros.
Várias exensões do MicroStation melhoram a usibilidade do modelo 3D para além de mero desenho e apresentação 3D. Eles podem providenciar listas de materiais incluidos no desenho, uma sequência cronológica para a construção, controlo de interferências entre objectos, publicação de todos os desenhos automaticamente numa página de internet pública, ou oferecem um modelo privado da planta, incluindo a sua operação virtual para efeitos de treino e teste. 
O MicroStation foi originalmente desenvolvido pela Bentley Systems na década de 1980. Em 2000, a Bentley fez revisões no formato DGN na V8 que o fez um sobreconjunto do DWG da Autodesk (incluindo várias coisa que o DWG não apoia, como direitos digitais e historial do desenho - uma capacidade de controlo de revisão que permite restabelecer revisões prévias de forma global ou por seleção. 
Os usuários do MicroStation estão presentemente em versão beta do MicroStation V8 XM, a última versão, que se baseia nas mudanças feitas na V8.

## Ligações
- Página do MicroStation na Bentley